# Марія Луїза Гессен-Кассельська (1688—1765)
Марія Луїза Гессен-Кассельська (нім. Marie Luise von Hessen-Kassel), широко відома серед нідерландців як Тітонька Марія (нід. Marijke Meu, 7 лютого 1688 — 9 квітня 1765) — ландграфиня Гессен-Кассельська з Гессенського дому, донька ландграфа Гессен-Касселю Карла та принцеси Курляндії та Семигалії Марії Амалії, дружина штатгальтера Фрісландії та Гронінгена Йогана Вільгельма Фрізо. Регентка Фрісландії та Гронінгена у 1711—1731 роках і Гелдерланда й Оверейсела у 1722—1731 роках при своєму синові Віллемі IV. Регентка Об'єднаних провінцій у 1759—1765 роках при своєму онукові Віллемі V.
У 1700 році на її честь було назване селище Луїзендорф поблизу Франкенау.

## Біографія

### Молоді літа
Народилась 7 лютого 1688 року в Касселі. Була десятою дитиною та другою донькою в родині ландграфа Гессен-Касселю Карла та його дружини Марії Амалії Курляндської. Мала старшу сестру Софію Шарлотту та братів Фрідріха, Карла, Вільгельма, Леопольда та Людвіга. Інші брати померли в ранньому віці до її народження. Згодом сімейство поповнилося чотирма молодшими дітьми. Мешкала родина у міському палаці Касселя.
Марія Луїза мала теплі відносини з батьком, який залишався її довіреним радником протягом всього життя. Рано почала виявляти інтерес до літератури, особливо до теологічних творів.
Був запланований шлюб дівчини з її кузеном, прусським кронпринцом Фрідріхом Вільгельмом, який проте не відбувся. Але, оскільки Марія Луїза отримала ґрунтовне протестантське виховання, а її батько, небіж короля Пруссії, був цінним союзником, Генрієтта Амалія Оранська, регентка нідерландських провінцій Фрісландії, Ґронінгена та Дренте, вбачала у ландграфинях Гессен-Кассельських бажаних наречених для свого сина, штатгальтера Йогана Віллема Фрізо. Поспішаючи оженити спадкоємця через його слабке здоров'я, вона наполягала на скорішому виборі дружини, пропонуючи двох кандидаток.
У 1707 році штатгальтер відвідав Кассель і за тиждень заручився з Марією Луїзою, навіть не побачивши іншої принцеси. Вирішальним фактором стали довірені стосунки між батьком Марії Луїзи та Джоном Черчиллем. Сама дівчина красунею не була. Хоча риси її обличчя були тонкими та ніжними, над ними домінував дуже великий ніс. Втім, була цікавою співрозмовницею, зачаровуючи співбесідників природною добротою та щирою турботою. Оскільки наречений перебував на службі в армії, між молодими людьми півтора роки тривало листування досить формального характеру. Також весілля було відкладене через хворобу нареченої на вітряну віспу.

### Шлюб

Портрет пензля Л. Фолдерса, 1710

У 21-річному віці Марія Луїза взяла шлюб зі штатгальтером Йоганом Віллемом Фрізо, своїм однолітком. Весілля відбулося 26 квітня 1709 року в Касселі. Майже відразу чоловік повернувся до війська, залишивши молоду дружину у Касселі. Лише у січні 1710 року молодята урочисто прибули до Леувардену. Марія Луїза швидко здобула популярність, навіть більшу, ніж в її свекрухи. Невдовзі вона завагітніла. Штатгальтер повернувся на війну, і компанію принцесі складали Генрієтта Амалія та п'ять неодружених невісток. У жовтні 1710 народилася донька подружжя, про що Йоган Віллем Фрізо дізнався лише за тиждень. Всього у пари було двоє дітей
З народженням дитини, Генрієтта Амалія з доньками переїхали до Оранієнштайну, залишивши Марію Луїзу майже на самоті. Втім, зростаюча популярність чоловіка та ймовірний спадок після загибелі останнього представника дому Нассау-Гадамар робили майбутність сімейства досить щасливою.
Принцеса чекала на другу дитину, коли Йоган Віллем Фрізо 14 липня 1711 року потонув у Голландській протоці, повертаючись з фронту до Гааги. Востаннє Марія Луїза бачила чоловіка, перебуваючи на сьомому місяці вагітності. 1 вересня вона народила сина, який відразу був обраний штатгальтером Фрісландії, Марія Луїза стала при ньому регенткою. Генрієтта Амалія також прибула до Леувардену, сподіваючись сама отримати владу, однак Штати віддали перевагу матері немовляти через кращу порозумілість із нею.

### Перше регентство

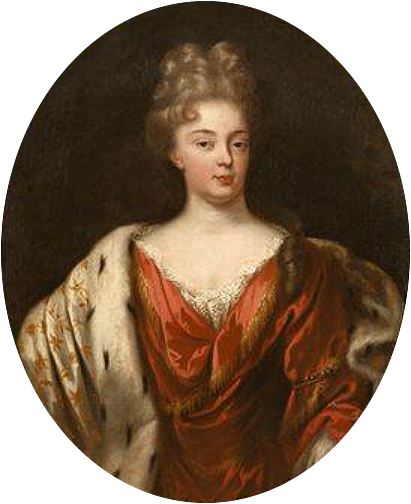
Портрет пензля невідомого майстра

Марія Луїза не була готова до вирішення державних справ, які їй раптово довелося виконувати: зрештою, вона прожила в Леувардені всього півтора року і ще не була добре обізнаною з відносинами всередині двору, не кажучи про відносини всередині Республіки. Їй довелося мати справу з тривалим питанням спадщини, яке не було вирішено аж до 1732 року. Крім того, зіткнулася з обмеженим доходом і великим борговим тягарем, накопиченим її свекрухою. За допомогою батька, який також виступав опікуном її дітей, спробувала упорядкувати фінанси і примножити капітал. Для скорочення витрат урізала утримання заміських маєтків та виставила на аукціон в Амстердамі кілька картин зі спадщини Віллема III. Свекруха Марії Луїзи, зрештою, повернулася до Німеччини.
Майже відразу регентці довелося зіткнутися з низкою природних катастроф, у тому числі, зі щорічними неврожаями та суворими зимами з 1712 до 1716 року. Вжиті нею заходи допомогли подолати кризу. Своїми діями Марія Луїза здобула визнання та любов підданих, які ласкаво називали її «тітонькою Марією».
Іншою важливою проблемою став шашель, корабельний хробак, завезений до Нідерландів на кораблях із країн Далекого Сходу. Комахи пожирали дерев'яні частини набережних, завдаючи пошкоджень, які загрожували порушити усю систему дамб у країні. Над великими ділянками землі у провінції Фрісландія нависла загроза затоплення. Кошти, необхідні для запобігання катастрофі, збиралися насилу. Оскільки, найменше допомагали жителі Гааги, Марія Луїза вирушила до цього міста й особисто звернулася за допомогою до Генеральних Штатів. Результатом її виступу стало повне погашення усіх боргів з податків і зборів та делегування достатньої кількості солдатів на ремонтні роботи на дамбах.
Багато уваги зосереджувала на вихованні дітей, і, особливо, сина. Протягом життя між ними зберігалися добрі стосунки. Навіть після досягнення повноліття, Віллем завжди запрошував матір брати участь з ним на рівних у різних громадських урочистостях. Мешкала Марія Луїза поперемінно в Леувардені, Гронінгені та палаці Состдейк. Під час регентства придбала кілька маєтків. У 1730 році збудувала для себе заміську резиденцію Марієнбург поблизу Леувардену. Жила дуже скромно. Великі суми з власних коштів витрачала на благодість, вважаючи що багата людина винна перед бідною. Наглядала за соціальними установами, дбала про бідних, солдатських удів і сирот.

### Подальше життя та друге регентство

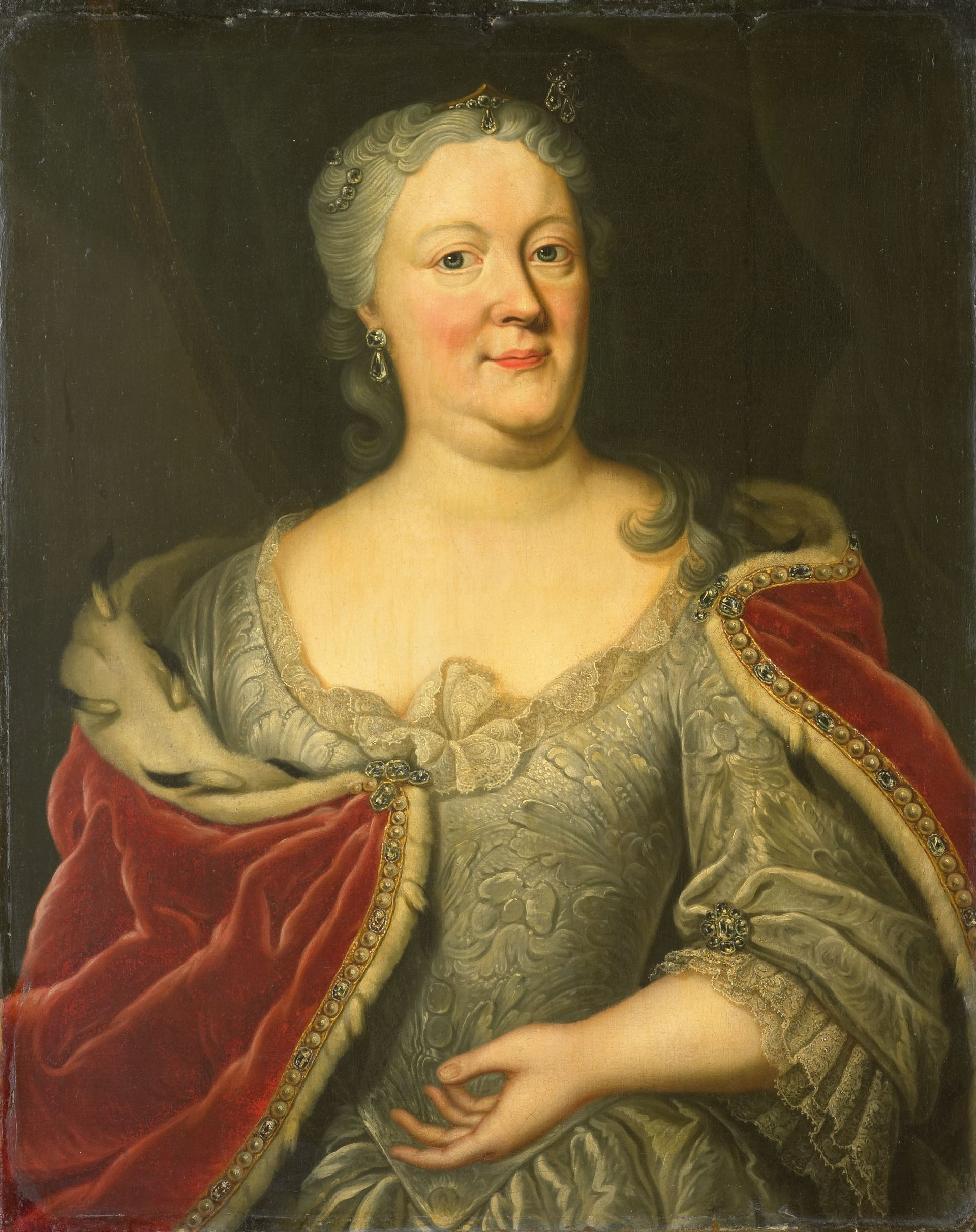
Портрет пензля Й. Ф. Бера, Рейксмузей

Після того, як її син досяг повноліття у 1731 році, пішла з посади регента та отримала змогу навідати родичів у Касселі. З невеликим двором переїхала до Принцесгофу в Леувардені, де з часом зібрала велику колекцію порцеляни, яка у XX сторіччі стала основою Музею порцеляни. Вела досить усамітнене життя. У 1734 році влаштувала шлюб Віллема з англійською принцесою Анною Ганноверською, що підвищило престиж родини.
Після знайомства у 1736 році з релігійним та соціальним реформатором Ніколаусом Людвігом фон Цинцендорфом, почала з ним у листування. Глибоко релігійна жінка, Марія Луїза запропонувала свою допомогу протестантам, які втекли від переслідування з земель ревно католицьких Габсбургів. Незважаючи на поради сина, надала притулок групі прихильників Моравської церкви, які влаштувалися в Ейсселстейні, де вона була баронесою.
У 1747 році, після деяких потрясінь в республіці, Вільгельм IV був призначений спадковим штатгальтером у всіх провінціях і переніс двір до Гааги. Часті подорожі до Гааги втомлювали літню жінку, до того ж вона погано ладнала з невісткою.
У жовтні 1750 року востаннє відвідала сина у палаці Гет-Лоо. Наступного року той помер, залишивши доньку Кароліну та 3-річного сина Віллема. Анна Ганноверська пішла з життя у грудні 1759 року, після чого 70-річна Марія Луїза вдруге стала регенткою Нідерландських провінцій за малолітства онука.
Її правління призвело до конфліктів з онукою Кароліною, яка хотіла частку в опіці над братом. Співпрацювала з принцом Брауншвейг-Вольфенбюттельським Людвігом Ернстом, який також був призначений опікуном штатгальтера та його сестри. Здійснила кілька поїздок з Леувардену до Гааги для відстоювання інтересів своїх нащадків. Мала слабке здоров'я, страждала на ревматизм і подагру. Через легкий інсульт втратила контроль над правою рукою.
У 1765 році антибрауншвейзька фракція Фрісландії спробувала оголосити молодого принца повнолітнім. Ймовірно, Марія Луїза не розуміла, що дія спрямована проти Брауншвейгу і розцінила, як вотум недовіри собі. Після її бурхливої реакції пропозиція була відкликана.
У Вербну неділю 1765 року була присутньою у Гроте Керк Леувардену та вітала парафіян при виході з церкви. У великодню суботу принцеса захворіла і померла у великодній понеділок, 9 квітня 1765 року. Була похована 13 червня в надземній крипті Гроте Керк у Леувардені.

## Родина

Портрет Йогана Віллема Фрізо

Чоловік —  Йоган Віллем Фрізо Нассау-Оранський
Діти:
- Шарлотта Анна Амалія (1710–1777) — дружина спадкоємного принца Баден-Дурлаху Фрідріха, мала двох синів;
- Віллем Карл Гендрік Фрізо (1711—1751) — принц Оранський, штатгальтер Об'єднаних провінцій, був одружений з Анною Ганноверською, мав трьох дітей.